# Go Go Squid!
Go Go Squid! (chino simplificado: 亲爱的，热爱的; pinyin: Qin Ai De, Re Ai De), es una popular y exitosa serie de televisión china transmitida del 9 de julio del 2019 hasta el 31 de julio del 2019 a través de Dragon TV y ZJTV.
La serie está basada en la novela china "Stewed Squid with Honey" (chino simplificado: 蜜汁炖鱿鱼; pinyin: Mi Zhi Dun You Yu) de Mo Bao Fei Bao.
En el 2020 se anunció que la serie tendría una segunda temporada titulada Dt.Appledog's Time (también conocida como "Go Go Squid! 2"), la cual estará centrada en los personajes Wu Bai y Ai Qing, que serán interpretados por Hu Yitian y Li Yitong respectivamente. La serie fue estrenada el 4 de febrero del 2021.

## Sinopsis
La encantadora cantante se enamora de un chico al cual tiene demasiado miedo de hacerse amigos. Es un genio de la informática y una leyenda en el mundo de los videojuegos.
Una noche, Han Shang Yan entró en un cibercafé donde Tong Nian ayuda a su primo a administrar la tienda durante la temporada navideña, vio a Han Shang Yan e inmediatamente se enamoró de él. En general, es valiente, sociable y tiene miles de fanes de versiones de cantantes en línea, pero cada vez que conoce a Han Shang Yan, se pone nerviosa lo cual hace imposible demostrar sus sentimientos, haciendo cada uno de los encuentros un fracaso. 
Han Shang Yan, es frío y desinteresado, y debido a que tiene mucha responsabilidad en su vida, Shang Yan apenas se da cuenta de que Tong Nian existe.
¿Puede la persistencia de Tong Nian romper el caparazón de este enigmático hombre frío y solitario que necesita ser amado sin conocer a nadie?

## Reparto

### Personajes principales[8]
| Actor   | Personaje    | Edad | N.º de episodios | Notas |
| ------- | ------------ | ---- | ---------------- | --- |
| Yang Zi | Tong Nian    | 19   | 41               | Alias: "Her Highness Squid" Es una popular cantante de covers de canciones japonesas que es dulce e ingenua y una gran estudiante de la programación de tecnología de la información. Cuando conoce a Han Shangyan se enamora de él y más tarde se casan. |
| Li Xian | Han Shangyan | 30   | 41               | Nombre de usuario: God Gun Posición: Es el Jefe del Equipo "K&K" Es un legendario jugador en el mundo e-sports. Previamente fue miembro del equipo "Solo", donde fungía la posición del atacante principal. Perdió a su madre durante su nacimiento y su padre murió poco después luego de enfermarse. Shangyan es un hombre frío que no es bueno expresando sus sentimientos, sin embargo cuando conoce a Tong Nian, poco a poco comienza a enamorarse de ella. |

### Personajes secundarios

#### Equipo "K&K"
| Actor                | Personaje  | N.º de episodios | Notas |
| -------------------- | ---------- | ---------------- | --- |
| Hu Yitian            | Wu Bai     | 7                | Nombre de usuario: DT. Alias: "God's Left Hand" Posición: Capitán del equipo "K&K" y Atacante principal. Funciones: Tiene un método único de análisis y captura de lagunas utilizando métodos de cálculo. Información personal: Es un genio del cálculo y ocupa el puesto #1 en la escena del juego. Es el joven primo de Shangyan, no le gusta hablar mucho y admira a Ai Qing. |
| Wen Yifan (文苡帆)   | Shen Zhe   | 9                | Nombre de usuario: Grunt Posición: Subcapitán y Planificador. Funciones: Capturar tráfico de red y analizar los archivos de log. A pesar de ser una persona directa, tiene buen corazón y constantemente ayuda a Han Shangyan a acercarse a Tong Nian. |
| Yu Cheng-en (余承恩) | Dai Feng   | 9                | Nombre de usuario: Demo Posición: Sub-atacante Funciones: es el encargado de hacer uso de las lagunas y destruir los cortafuegos. Información personal: Sus padres están divorciados, es el más joven del equipo con una personalidad agradable, cuando conoce a Tong Nian, se lleva muy bien con ella. |
| Li Mingde (李明德)   | Ling Shan  | 9                | Nombre de usuario: 97 Posición: Defensor principal. Funciones: Reforzar la seguridad del sitio web y operar/gestionar el sitio web. Es un joven brillante y hablador al que le encanta burlarse de Demo, cuando conoce a Tong Nian, se lleva muy bien con ella. |
| Xu Yuexiao           | Zhou Yi    | 7                | Nombre de usuario: One Posición: Sub-defensor. Funciones: Hacer uso de las lagunas y parchar los errores. Es el más alto del equipo. |
| Cheng Fangxu         | Bi Dongran | -                | Nombre de usuario: Buff Es el exlíder del equipo "Buff", que derrotó una vez a Han Shangyan cuando esté estaba en el equipo Solo. Cinco años después luego de perder ante el equipo K&K durante una competencia Shangyan lo convence para unirse a K&K. |
| Wang Lejun           | Su Cheng   | 5                | Posición: Líder Información personal: Es la exesposa de Wang Hao y madre de Xiao Ai. Está casada con Nan Wei, el socio de Han Shangyan en Noruega. Cuando conoce a Tong Nian, se lleva bien con ella. |
| Lee Hong-chi         | Mi Shaofei | 8                | Nombre de usuario: Xiao Mi Función: Sub-defensor. Información personal: Fue miembro, sub-atacante del equipo "Solo". Se convierte en el nuevo mánager del equipo después de que Han Shangyan lo contratara, luego de que Su Cheng lo convenciera de unirse a "K&K", previamente fue miembro y sub-atacante del equipo "SP", antes de renunciar después caer de rango. Es muy buen amigo de Shangyan, Wang Hao, Ai Qing y Ou Qiang, a quienes conoce desde que eran jóvenes. Cuando conoce a Sun Yaya, se enamora de ella y poco después comienzan a salir. |

#### Equipo "SP"
| Actor                 | Personaje | N.º de episodios | Notas |
| --------------------- | --------- | ---------------- | --- |
| Li Zefeng (李澤鋒)    | Wang Hao  | 8                | Nombre de usuario: Solo Funciones: Es el representante del equipo "SP". Información personal: Es el exlíder del equipo "Solo", así como un instructor y planificador. Es el padre de Xiao Ai, es el exnovio de Su Cheng, también salió con Ai Qing cuando eran jóvenes. |
| Wang Zhenger (王真儿) | Ai Qing   | 6                | Nombre de usuario: Appledog Funciones: Líder y entrenadora del equipo "SP". Información personal: Fue una jugadora, exmiembro y atacante principal del equipo "Solo". Es la exnovia de Wang Hao.                                                                        |
| Chen Xijun (陈希郡)   | Ou Qiang  | 8                | Nombre de usuario: All Funciones: Sub-atacante Información personal: Fue miembro, sub-atacante y defensor principal del equipo "Solo". Además, de conocer desde que eran jóvenes es muy buen amigo de Shangyan, Wang Hao, Ai Qing y Mi Shaofei.                         |
| Chen Yong (陳勇)      | Fu Yiwen  | -                | Nombre de usuario: Following Funciones: Defensor principal. |
| Li Duogen             | Fu Ying   | -                | Nombre de usuario: Bug Funciones: Defensor. Información personal: Fue miembro, defensor del segundo equipo de "SP". Reemplaza a Mi Shaofei, cuando este decide retirarse del equipo.                                                                                    |
| Sun Chuhong (孫楚鴻)  | Lin Yin   | -                | Nombre de usuario: Inin Funciones: Planificador. |
| Wu Hao (吴昊)         | Zhou Hua  | -                | Nombre de usuario: Hua Ti Funciones: Capitán, instructor y atacante principal. |
| Zhou Yuanyuan         | He Nana   | -                | Es la directora de operaciones globales del equipo SP. |
| Su Yi                 | Xiao You  | -                | Es un antiguo miembro del equipo. Suplente de equipo "Solo". |
| Shen Lei              | Yi Qian   | -                | Es un antiguo miembro del equipo. Suplente de equipo "Solo". |

### Otros personajes
| Actor                             | Personaje      | N.º de episodios | Notas |
| --------------------------------- | -------------- | ---------------- | --- |
| Shi Qingyan                       | Lan Mei        | 4                | Alias: "Blueberry" Es una popular cancante en línea y una de las mejores amigas y socia de Tong Nian. Su esposo es un gran fan de Han Shangyan. |
| Jiang Peiyao                      | Sun Yaya       | 6                | Es la compañera de cuarto de Tong Nian y una de sus mejores amigas. Cuando conoce a su ídolo Mi Shaofei, se enamora de él y poco después comienzan a salir. |
| Chen Shuai (陳帥)                 | Hu Dounan      | -                | Es el primo de Tong Nian, trabaja con ella en el café internet. Cuando ambos conocen a Han Shangyan, Dounan la ayuda a conseguir su número. |
| Ding Nan (丁楠)                   | -              | -                | Es el esposo de Lan Mei y un gran fanático de Han Shangyan. |
| Qu Xianping (曲獻平)              | Zheng Hui      | 2                | Es un compañero de clases de Tong Nian, está enamorado de ella, sin embargo ella no siente lo mismo y solo lo ve como un amigo. Cuando descubre que Tong Nian está saliendo con Han Shangyan queda destrozado.                                                    |
| Kong Linglin (孔琳)               | -              | -                | Es la madre de Tong Nian, aunque al inicio no está de acuerdo de la relación de su hija con Han Shangyan, finalmente lo acepta. Trabaja como directora en un jardín de niños.                                                                                     |
| Wang Ce                           | -              | -                | Es el padre de Tong Nian. Médico cirujano. |
| Paul Chun (秦沛)                  | Abuelo Han     | 3                | Es el abuelo de Han Shangyan y Wu Bai. Es un hombre alegre que constantemente se preocupa por el estado civil de Shangyan, cuando conoce a Tong Nian se encariña con ella y apoya la relación.                                                                    |
| Liang Aiqi (梁愛琪)               | Han Jiajia     | 2                | Es la madrastra de Han Shangyan, a quien crio desde que era pequeño. Jiajia apoya a Shangyan y cuando esté le presenta a Tong Nian, le da la bienvenida. |
| Zhang Ming (张格)                 | Xiao Ai        | 1                | Es la hija de Wang Hao y Su Cheng, se lleva muy bien con Tong Nian cuando la conoce. Aunque al inicio no tiene una buena relación con su madre, a quien culpa por dejarla cuando era pequeña, finalmente las dos logran construir un vínculo.                     |
| Sun Lianfeng                      | Tía Zhao       | -                | Es la madre de Zhou Yi y la encargada de la limpieza en las oficinas de K&K. Sufre de TOC. Conoce a Shangyan, Wang Hao, Ai Qing y Mi Shaofei desde que eran jóvenes y miembros del equipo "Solo".                                                                 |
| Jun Yan                           | Director Xiang | 2                | Trabaja con Han Shangyan y Wang Hao. Cuando conoce a Tong Nian se siente atraído por ella, sin embargo cuando descubre que está saliendo con Shangyan decide no acercarse a ella.                                                                                 |
| Liu Qianmei                       | Hu Yuejiao     | 2                | Es la prima de Tong Nian y hermana mayor de Hu Dounan, al inicio intenta emparejarse con Han Shangyan, pero cuando se da cuenta de que él no está interesado se rinde.                                                                                            |
| Zheng Xiaowan                     | -              | -                | Es la tía de Tong Nian, y madre de Hu Yuejiao y Hu Dounan. Tenía interés en que Hu Yuejiao y Han Shangyan fueran pareja. |
| Hua Bobo (华波波) / Arash Estilaf | Nan Wei        | 2                | Es el esposo de Su Cheng y amigo de Han Shangyan, es uno de los socios de Han Shangyan en Noruega. |
| Zhou Xiaohai                      | Profesor Zhou  | -                | Es el profesor de Tong Nian. Excompañero de universidad y amigo de Han Shangyan. |
| Ren Shuhai                        | -              | 1                | Es la madre de Dai Feng, aunque al inicio no está de acuerdo con que su hijo pase su tiempo jugando en vez de estudiar, Han Shangyan la convence de que su hijo tiene un gran futuro.                                                                             |
| You Xiaodong                      | -              | 2                | Es el padre de Mi Shaofei. |
| Liu Ailian                        | -              | 2                | Es la abuela de Mi Shaofei. |
| Yang Shufang                      | -              | 1                | Es la madre de Wang Hao. |
| Jing Lu                           | -              | 1                | Es la madre de Zheng Hui. |
| Yu Xiaodong                       | -              | 1                | Es el padre de Zheng Hui. |
| Sheng Pingzhu (朱盛平)            | Zhou Shan      | 2                | Es una fanática de Han Shangyan, gracias a él se convierte en la editora principal de la revista CTF. Está enamorada de Han Shangyan, sin embargo él no le hace caso, cuando descubre que Shangyan está enamorado de Tong Nian intenta separarlos pero sin éxito. |

## Episodios
La serie está conformada por 41 episodios, emitidos todos los domingos a viernes a las 19:35 - 21:15 (dos episodios) y los sábados a las 19:35 - 20:10 (un episodio).

### Secuela
En el 2020 se anunció que la serie tendría una segunda temporada titulada Dt.Appledog's Time (también conocida como "Go Go Squid! 2"), la cual estará centrada en los personajes Wu Bai y Ai Qing, que serán interpretados por Hu Yitian y Li Yitong respectivamente, también contará con los actores Wang Anyu y Zhang Nan (张南), así como las apariciones especiales de Yang Zi y Li Xian. La serie se espera sea estrenada en el 2021 y estará adaptada de la novela "Fish Playing While Trapped in a Secret Room" de Mo Bao Fei Bao.

## Música
La Banda sonora de la serie está conformada por 8 canciones:
| N.º | Artista            | Canción                                            | Escritores                                       | Música        | Notas               |
| --- | ------------------ | -------------------------------------------------- | ------------------------------------------------ | ------------- | ------------------- |
| 1   | Chen Xueran        | "Nobody" (无名之辈)                                | Tang Hanxiao                                     | Tang Hanxiao  | (canción de inicio) |
| 2   | Yang Zi            | "Milk Bread" (牛奶面包)                            | Zheng Guofeng (郑国锋) y Zhang Pengpeng (张鹏鹏) | Zheng Guofeng | (canción de cierre) |
| 3   | You Zhangjing      | "Love Is Not Up To Me" (爱不由我)                  | Zhang Pengpeng                                   | Zheng Guofeng |                     |
| 4   | Li Xian            | "Give to the Future" (給未來)                      | Zhang Pengpeng                                   | Zheng Guofeng |                     |
| 5   | Kimberley Chen     | "I Can Don't Care About You" (我可以不在乎你)      | Sun Aili                                         | Sun Aili      |                     |
| 6   | Dimash Kudaibergen | "Couldn't Leave"                                   | Chen Xueran                                      | Chen Xueran   |                     |
| 7   | Lara Veronin       | "Glory" (光耀)                                     | Lin Qiao                                         | Zhao Qian     |                     |
| 8   | Duan Aojuan        | "The Happiness of Walking Together" (一起走的幸福) | Dany Hericount, Louiguy y Edith Piaf             | Zhou Jiayuan  |                     |

## Premios y nominaciones
| Año  | Categoría                             | Premio                                                        | Nominado          | Resultado |
| ---- | ------------------------------------- | ------------------------------------------------------------- | ----------------- | --------- |
| 2020 | TV Drama Actress of the Year          | 2019 Tencent Entertainment White Paper                        | Yang Zi           | Ganó      |
| 2019 | Most Popular Actor                    | Film and TV Role Model 2019 Ranking                           | Li Xian           | Ganó      |
| 2019 | Most Popular Actress                  | Film and TV Role Model 2019 Ranking                           | Yang Zi           | Ganó      |
| 2019 | Top Ten Most Popular Television Serie | Weibo TV Series Award                                         | Go Go Squid!      | Ganó      |
| 2019 | Top Ten Television Series             | Sina Film & TV Award Ceremony                                 | Go Go Squid!      | Ganó      |
| 2019 | Top Ten Television Series             | Baidu Fudian Award                                            | Go Go Squid!      | Ganó      |
| 2019 | Most Watched Actress                  | 8th China Student Television Festival                         | Yang Zi           | Ganó      |
| 2019 | Male Idol (God)                       | 8th iQiyi All-Star Carnival (2020 iQiYi Scream Night)         | Li Xian           | Ganó      |
| 2019 | Female Idol (Goddess)                 | 8th iQiyi All-Star Carnival (2020 iQiYi Scream Night)         | Yang Zi           | Ganó      |
| 2019 | Most Promising Artist                 | 8th iQiyi All-Star Carnival (2020 iQiYi Scream Night)         | Jiang Peiyao      | Ganó      |
| 2019 | Drama of the Year                     | 8th iQiyi All-Star Carnival (2020 iQiYi Scream Night)         | Go Go Squid!      | Ganó      |
| 2019 | Best Actress (Emerald Category)       | 6th The Actors of China Award Ceremony                        | Yang Zi           | Nominada  |
| 2019 | Best Actor (Emerald Category)         | 6th The Actors of China Award Ceremony                        | Li Xian           | Nominado  |
| 2019 | Best Actress (Drama)                  | 2nd Cultural and Entertainment Industry Congress              | Yang Zi           | Nominada  |
| 2019 | Best Couple                           | 2nd Cultural and Entertainment Industry Congress              | Yang Zi y Li Xian | Nominados |
| 2019 | Best Actress                          | Golden Bud - The Fourth Network Film And Television Festival  | Yang Zi           | Nominada  |
| 2019 | Best Actor                            | Golden Bud - The Fourth Network Film And Television Festival  | Li Xian           | Nominada  |
| 2019 | Popular Actor of the Year             | GQ 2019 Men of the Year                                       | Li Xian           | Ganó      |
| 2019 | Best Actor (Modern Drama)             | 26th Huading Award                                            | Li Xian           | Nominado  |
| 2019 | Best Actress (Modern Drama)           | 26th Huading Award                                            | Yang Zi           | Ganó      |
| 2019 | Best Screenwriter                     | 26th Huading Award                                            | Mobao Feibao      | Nominado  |
| 2019 | Best Television Series                | 26th Huading Award                                            | Go Go Squid!      | Nominado  |
| 2019 | Best Marketing                        | China Entertainment Industry Summit (Golden Pufferfish Award) | Go Go Squid       | Nominado  |
| 2019 | Best Actress                          | Hengdian Film Festival of China                               | Yang Zi           | Nominada  |
| 2019 | Best Actor                            | Hengdian Film Festival of China                               | Li Xian           | Nominado  |
| 2019 | Best TV Series                        | Hengdian Film Festival of China                               | Go Go Squid!      | Nominado  |

## Producción
La serie también es conocida como "Dear, Love"; Stewed Squid with Honey" y "Honey Stewed Squid".
Está basada en la novela "Stewed Squid with Honey" de Mo Bao Fei Bao.
Fue dirigida por Xiang Xujing (项旭晶), quien contó con el apoyo del guionista Mo Bao Fei Bao.
Las filmaciones comenzaron en abril del 2018 y finalizaron en julio del mismo año en Sanya.
La serie también contó con el apoyo de la compañía de producción "Gcoo Entertainment".

### Recepción
La serie fue éxito comercial, superando las clasificaciones de televisión en su horario, La serie ha sido transmitida más de 9.6 millones de veces, además de generar un gran revuelo en línea con el hashtag oficial de la serie el cual ha sido visto más de 12 mil millones de veces en Sina Weibo.
El drama fue elogiado y recibió buenas críticas sobre la química y momentos dulces entre los protagonistas principales Yang Zi y Li Xian, aumentando su popularidad. También por transmitir mensajes positivos y alentadores, así como la búsqueda de sueños y el patriotismo.

### Distribución internacional
| País  | Título                               | Canal | Fecha de emisión | Notas |
| ----- | ------------------------------------ | ----- | ---------------- | ----- |
| Japón | Go! Go! Cinderella's Unrequited Love | -     | abril de 2020    |       |